# 59 pr. n. št.
59 pr. n. št. je bilo leto predjulijanskega rimskega koledarja. V rimskem svetu je bilo znano kot leto sokonzulstva Cezarja in Bibula, pa tudi kot leto 695 ab urbe condita.
Oznaka 59 pr. Kr. oz. 59 AC (Ante Christum, »pred Kristusom«), zdaj posodobljeno v 59 pr. n. št., se uporablja od srednjega veka, ko se je uveljavilo številčenje po sistemu Anno Domini.

## Dogodki
- Julij Cezar ustanovi publikacijo Acta diurna, prvi dnevni časopis v zgodovini.
- Cezar se poroči s Kalpurnijo.
- ustanovljena je kolonija Florentia, danes Firence.

## Rojstva
- Artavazd I. Atropatenski († 20 pr. n. št.)
- Tit Livij, rimski zgodovinar (približen datum; † 17)